# カミラ・モレノ
カミラ・モレノ（Camila Moreno, 1985年7月8日 - ）
は、チリのフォークロック系シンガーソングライター。

## 来歴
1985年7月8日、チリのサンティアゴに生まれる。
11歳からギターを始め、17歳からは作曲も始める。2005年から、色々な音楽バンドに参加し、本格的な音楽キャリアをスタートさせた。
NPRの音楽番組Alt.Latinoは、
度々、カミラ・モレノの楽曲を紹介し、
チリのヒップホップ系ミュージシャンのアナ・ティジュ（英語: Ana Tijoux）
やグアテマラ出身のガビー・モレノ（英語: Gaby Moreno）等のラテンアメリカ系ミュージシャン
がアメリカ合衆国内でも成功したように、今後アメリカ合衆国内でブレイクするかも知れないラテンアメリカ系アーティストとして、注目し続けている。

## ディスコグラフィー

### シングルおよびEP盤
- Libres Y Estupidos (2015)[1]

### フルアルバム
- Almismotiempo (2009)[2]
- Opmeitomsimla (2010)[2]
- Panal (2012)[2]
- Mala Madre (2015)